# غواصة فئة كايدي
غواصة فئة كايدي (海大型潜水艦 Kaidai-gata sensuikan) فئة الغواصات الأولى التي تديرها البحرية الإمبراطورية اليابانية (IJN) قبل وأثناء الحرب العالمية الثانية. تم اختصار اسم الفئة إلى Kaigun-shiki Ōgata Sensuikan (海軍式大型潜水艦) وتعنيفئة غواصة بحرية كبيرة.
تكون أسم كل غواصات الفئة كايدي من رقمين، بدءًا من أي-51 فصاعدًا. في 20 مايو 1942، أضافت جميع غواصات كايداي "1" إلى أسمائهم. على سبيل المثال، أصبحت أي-52 تسمى أي-152. يتم إضافة الأرقام حسب اسم الغواصة فمثلا يضاف رقم واحد لإسم الغواصة إذا كان في اسم الغواصة رقم فيصبح اسمها مكون من ثلاثة أرقام أما إذا لم يحمل اسم الغواصة أي رقم فيتم اذافة رقمين إلى التسمية أو إذا اخرجت من الخدمة قبل 20 مايو 1942.

## الفئات الفرعية أو تقسيمات الفئات
تم تقسيم غواصات كايدي إلى سبع فئات وفئتين فرعيتين:
- كايدي I (海大1型（伊五十一型） Kaidai-ichi-gata, I-51-class؟)
- كايدي II (海大2型（伊五十二型/伊百五十二型） Kaidai-ni-gata, I-52/I-152-class؟)
- كايدي IIIa (海大3型a（伊五十三型/伊百五十三型） Kaidai-san-gata-ē, I-53/I-153-class؟)
- كايدي IIIb (海大3型b（伊五十六型/伊百五十六型） Kaidai-san-gata-bī, I-56/I-156-class؟)
- كايدي IV (海大4型（伊六十一型/伊百六十二型） Kaidai-yon-gata, I-61/I-162-class؟)
- كايدي V (海大5型（伊六十五型/伊百六十五型） Kaidai-go-gata, I-65/I-165-class؟)
- كايدي VIa (海大6型a（伊六十八型/伊百六十八型） Kaidai-roku-gata-ē, I-68/I-168-class؟)
- كايدي VIb (海大6型b（伊七十四型/伊百七十四型） Kaidai-roku-gata-bī, I-74/I-174-class؟)
- كايدي VII (海大7型（伊七十六型/伊百七十六型） Kaidai-nana-gata, I-76/I-176-class؟)

- غواصات في الفئة

| قارب                        | باني               | المنصوص عليها | أطلقت          | منجز                            | مصير                                                                  |
| اي-51 (مثلا الغواصة رقم 44) | Kure Naval Arsenal | 6 أبريل 1921  | 29 نوفمبر 1921 | 20 يونيو 1924 في الغواصة رقم 44 | أعيدت تسميته I-51 في 1 نوفمبر 1924. تم الاستغناء عنها في 1 أبريل 1940 |

## الحواشي
1. ↑  The 海大 ( read as Kai-Dai, but the 大型 ( read as Ō-gata in Japanese.
2. ↑  伊号第51潜水艦 (I-Gō Dai-51 Sensuikan؟). The same shall apply hereinafter.